# Rudziska
Rudziska (niem. Rudzisken; w okresie 1928–1945: Rudau) – wieś w Polsce położona w województwie warmińsko-mazurskim, w powiecie olsztyńskim, w gminie Biskupiec.
W latach 1975–1998 miejscowość administracyjnie należała do województwa olsztyńskiego.